# Подлесное (Ульяновская область)
Подлесное — село в Тагайском сельском поселении Майнского района Ульяновской области.

## География
Село находится в 1 км от Тагая, в 22 км от райцентра Майна и 51 км от областного центра Ульяновска на реке Тагайка.

## История
Основано в 1648—1650 годы при строительстве Симбирской черты. В одной версте около города Тагаева (ныне с. Тагай), «на ключе Копотинском да где течет речка Понырок» были поселены, особою слободою, Ключищинские переведенцы, сто человек. В их распоряжение отведено 718 четвертей (1077 десятин) на пашню и 616 десятин сенных покосов. Тогда же эта слобода получила название «Подлесная». В 1708 году, при уничтожении управления Симбирскою чертою, жители Подлесной слободы были переведены на Азов, а земля их взята в казну. В XIX веке имелось ещё одно название — Богородское. Своё основное название селение получило от местности, вблизи которой возникло — «под лесом».
Первая деревянная церковь, Рождественская, была построена в 1652—1654 годах, в 1771 году была возведена вторая каменная церковь (не сохранилась).
В 1780 году при создании Симбирского наместничества Тагаевская Подлесная Слобода, при речке Панзерке, вошла в состав Тагайского уезда.
В 1796 году село Подлесное (Тагаевская Подлесная Слобода, Богородское) вошло в состав Симбирского уезда Симбирской губернии.
В 1861 году село вошло в Тагайскую волость.
В 1865 году в селе была открыта начальная школа, в 1875 году закрылась. В 1894 году открылась церковно-приходская школа.  
В 1918 году село стало административным центром Подлеснинского с/с, куда вошли с Подлесное и с. Белоключье. 
В 1928-30 гг. и в 1935-1956 гг. село входило в Тагайский район. 
В 1930-35 гг. и с 1956 года — в Майнском районе.
В 1929 году организован колхоз «Красный пахарь», впоследствии колхоз «Россия», совхоз «Майнский», кооппредприятие «Россия», с августа 1993 года — коопхоз «Подлесное», который затем преобразован в ООО «Майнское». 
В 2005 году село вошло в Тагайское сельское поселение.
В 2019 году в здании дореволюционной постройки – купеческом доме XIX века был обустроен храм-часовня в честь Рождества Христова (Приписан к приходу храма в честь Вознесения Господня с. Старое Погорелово, иерей Владимир Тутуков (с 2019); иерей Виктор Чумаченко (с 2022)).

## Население
| Год  | Число дворов | Число жителей    | Примечания                                                 |
| ---- | ------------ | ---------------- | ---------------------------------------------------------- |
| 1780 | 434          | 434 (ревиз. душ) | помещичьих крестьян                                        |
| 1859 | 116          | 970              | Церковь православная 1. Заводов: селитряный 1, паташный 1. |
| 1900 | 208          | 1243             |                                                            |
| 1913 | 286          | 1693             |                                                            |
| 1924 | 185          | 813              | есть школа 1-й ступени                                     |
| 2010 |              | 1219             |                                                            |

## Известные люди
- Миницкий Степан Иванович — адмирал, затем генерал-губернатор Архангельской, Олонецкой и Вологодской губерний. Жил и умер в селе.

## Интересный факт
Самым известным владельцем села являлся Степан Иванович Миницкий, адмирал, затем генерал-губернатор Архангельской, Олонецкой и Вологодской губерний. Остаток жизни он провёл в своём симбирском имении — в Подлесном, где у него была большая библиотека и собрание старинных документов и рукописей. Особой заботой он проявлял о сохранении великолепного каменного Христорождественского храма (Рождественская церковь), редкого в России образца архитектуры — барокко, сооруженного в центре слободы в 1771 году одним из его предшественников — богатым местным помещиком Алексеем Савичем Кандалаевым. Храм был построен с некоторыми отступлениями от православных канонов: престол в алтаре храма опирался не на столбы, а на четыре резных позолоченных скульптурных изображения человека, льва, орла и тельца, символизирующие зодиакальные знаки четырёх Евангелистов. Миницкий, защищая храм от посягательства местных церковных властей, ссылался на завещание строителя храма, «желавшего видеть в своем имении дом Божий, как единственное утешение и пристанище для всех вообще христиан в мире сем». Кроме Степана Ивановича Миницкого здесь жил с семьёй его родной брат Павел Иванович, обер-провиантмейстер, Симбирские уездные предводители дворянства с 1811 по 1816. 

## Достопримечательности
- В окрестностях села есть святой источник[18].
- В 3 км от села существовало Подлесненское городище, о чём свидетельствуют археологические находки[19].
- ПАМЯТНИК АРХЕОЛОГИИ — 6 км северо-западнее села Подлесное — Городище «Городок» XV в. — Постановление СМ РСФСР  от 04.12.1974 г.[20]
- с. Подлесное, центр села — Памятник односельчанам, погибшим в годы Великой Отечественной войны 1980-е гг.[21] — Распоряжение Главы администрации Ульяновской области от 01.01.2001 г.[22]
- Памятник Вечной Славы Героям Великой Отечественной войны (1965 г.)[23]